# バトンルージュ (原子力潜水艦)
| USS Baton Rouge (SSN-689) |                                    |
| 艦歴                      |                                    |
| 発注                      | 1971年1月8日                       |
| 起工                      | 1972年11月18日                     |
| 進水                      | 1975年4月26日                      |
| 就役                      | 1977年6月25日                      |
| その後                    | 原子力艦再利用プログラム           |
| 除籍                      | 1995年1月13日                      |
| 性能諸元                  |                                    |
| 排水量                    | 満載：6,143 トン、基準：5,780 トン |
| 全長                      | 110.3 m (362 ft)                   |
| 全幅                      | 10 m (33 ft)                       |
| 喫水                      | 9.7 m (32 ft)                      |
| 最大速                    | 水上15 kt、水中32 kt               |
| 機関                      | S6G reactor 1基                    |
| 乗員                      | 士官12名、兵員98名                 |
| 兵装                      | 21インチ魚雷発射管4基              |
| モットー                  |                                    |

バトンルージュ(USS Baton Rouge, SSN-689)は、アメリカ海軍のロサンゼルス級原子力潜水艦の2番艦。艦名はルイジアナ州バトンルージュに因んで命名された。

## 艦歴
バトンルージュは1972年11月18日にバージニア州ニューポート・ニューズのニューポート・ニューズ造船所で起工した。1975年4月26日にルイジアナ州選出上院議員フェリックス・エドワード・ハーバートの妻によって命名、進水し、1977年6月25日にトーマス・マロニー艦長の指揮下就役する。
1992年2月11日現地時間20:16にセヴェロモルスクに近いキルディン島付近を航行していたバトンルージュはシエラ級原子力潜水艦のK-276に衝突された。アメリカ海軍は、衝突事故は沿岸12マイル(22km)を超えた公海上で発生したと発表した。しかしながらソ連側は異なった領海基準を持ち、事故は領海で発生したものと見なした。両艦は自力でそれぞれの基地に帰還した。
およそ1年半後の1993年11月1日に、衝突事故による損傷がひどかったバトンルージュは予備役となる。1995年1月13日にバトンルージュは除籍され、ロサンゼルス級原子力潜水艦の中で最初に退役する艦となった。姉妹艦の殆どは25年以上就役した。
その後バトンルージュは原子力艦再利用プログラムに基づき1997年9月30日に解体された。